# Уолтър Хасан
Уолтър Tомас Фредерик Хасан OBE, C.Eng., M.I. Mech.E. (на английски: Walter Hassan, роден 1905, Лондон – починал 1996, Изънхол, Обединено кралство) е изтъкнат британски автомобилен инженер.

## Биография
Роден е в Лондон на 25 април 1905 г. Баща му, от ирландски произход, е собственик на магазин за дрехи в Холоуей (Holloway), Северен Лондон.
Неговият естествен интерес е винаги в механичните неща. Взима участие в проектирането и разработването на 3 много успешни двигателя (Jaguar XK, Coventry Climax, Jaguar V12), както и на състезателния автомобил ERA.
Почива в Изънхол (Easenhall), графство Уорикшър на 12 юли 1996 г.
- Jaguar XKD (1955)
- Jaguar 5.3 V12 – XJS (1992)
- Climax FWMV 1500cc